# Флаг Энергетикского поссовета
Флаг муниципального образования Энерге́тикский поссовет Новоорского района Оренбургской области Российской Федерации — опознавательно-правовой знак, служащий официальным символом муниципального образования.
Флаг утверждён 25 марта 2011 года и 29 марта 2011 года внесён в Государственный геральдический регистр Российской Федерации с присвоением регистрационного номера 6719.

## Описание
«Прямоугольное полотнище зелёного цвета с отношением ширины к длине 2:3, несущее вдоль нижнего края шесть полос, ограниченных линией в виде остроконечных волн — три узкие белые полосы (шириной каждая 1/45 ширины полотнища), попеременно с более широкими голубыми. Габаритная ширина шести полос вместе — 1/4 ширины полотнища. Верхний угол у свободного края выделен красным цветом и отделён от прочего пространства полотнища стилизованной бело-чёрной фигурой чайки, касающейся крыльями краёв полотнища. На красной части полотнища жёлтым цветом изображено стилизованное солнце, как бы восходящее из-за спины чайки и лучами в виде громовых стрел упирающееся в края полотнища. На зелёной части полотнища равномерно расположены белые стилизованные пучки ковыля».

## Символика
Символика флага Энергетикского поссовета многозначна.
Чайка и голубая часть полотнища с белыми волнами — символ Ириклинского водохранилища, на берегах которого расположено муниципальное образование Энергетикский поссовет. Чайка — символ просторов, свободы, полёта.
Лучи солнца в виде громовых стрел символизируют градообразующее предприятие поселения — Ириклинскую ГРЭС. Громовые стрелы символизируют жизненную энергию, могущество, силу.
Зелёная часть полотнища с ковылём — символ бескрайних просторов Оренбуржья, её целины, освоение которой — залог будущих урожаев. Зелёный цвет символизирует природу, весну, здоровье, молодость и надежду.
Красный цвет — символ труда, мужества, жизнеутверждающей силы, красоты и праздника.
Голубой цвет (лазурь) — символ возвышенных устремлений, искренности, преданности, возрождения.
Жёлтый цвет (золото) — символ высшей ценности, величия, великодушия, богатства.
Белый цвет (серебро) — символ чистоты, открытости, божественной мудрости, примирения.
Чёрный цвет символизирует благоразумие, мудрость, скромность, честность.